# Богородский, Александр Фёдорович
Алекса́ндр Фёдорович Богоро́дский (1907—1984) — советский астроном.

## Биография
Александр Богородский родился в Горловке (ныне — Донецкая область Украины), в 1931 окончил педагогический институт в Ростове-на-Дону. В 1933—1936 — аспирант Г. А. Тихова в астрофизической лаборатории Естественно-научного института им. П. Ф. Лесгафта в Ленинграде, в 1936—1938 и 1941—1944 — старший научный сотрудник этого института, в 1938—1944 — докторант Пулковской обсерватории. С 1944 работал в обсерватории Киевского университета (в 1953—1972 — директор), с 1945 преподавал в Киевском университете (в 1963—1978 — профессор, с 1978 — профессор-консультант).
Основные труды в области общей теории относительности, астрофизике, истории астрономии. Рассмотрел астрономические следствия общей теории относительности в книгах «Уравнения поля Эйнштейна» (1962) и «Всемирное тяготение» (1971). Исследовал особенности распространения света в гравитационном поле, общее решение релятивистской задачи Кеплера, движение частицы в поле вращающегося центрального тела. Обобщил принцип эквивалентности, решил уравнения поля для различных частных случаев, занимался исследованиями по релятивистской космологии. Ряд работ относится к физике Солнца, теории профилей линий в спектрах звёзд с движущимися атмосферами. Работы по истории астрономии посвящены вопросам развития этой науки в Киеве.

## Память
- Именем А. Ф. Богородского назван астероид 3885 Bogorodskij, открытый в 1979 году Н. С. Черных (1992)[1]

## Избранные труды
- Богородский А. Ф. Уравнения поля Эйнштейна и их применение в астрономии. — Киев: Изд-во Киев. ун-та, 1962. — 196 с.
- Богородский А. Ф. Всемирное тяготение / АН УССР. Гл. астрон. обсерватория. — Киев: Наукова думка, 1971. — 351 с.